# Gnadendorf
Gnadendorf ist eine Gemeinde mit 1162 Einwohnern (Stand 1. Jänner 2025) in 578 Haushalten im Bezirk Mistelbach in Niederösterreich.

## Geografie
Gnadendorf liegt im Tal der Zaya am Nordrand der Leiser Berge im Weinviertel in Niederösterreich, rund 15 km westlich von Mistelbach. Die Fläche der Gemeinde umfasst 48,25 Quadratkilometer. 32,95 Prozent der Fläche sind bewaldet.
Im Gemeindegebiet liegt der Gipfel des 491 m hohen Buschbergs, der höchsten Erhebung des Weinviertels, der durch die darauf errichtete Radarstation weithin leicht erkennbar ist.

### Gemeindegliederung
Das Gemeindegebiet umfasst folgende sieben Ortschaften (in Klammern Einwohnerzahl Stand 1. Jänner 2025):
- Eichenbrunn (275) samt Weyhmühle
- Gnadendorf (239) samt Neustift
- Oedenkirchenwald (1)
- Pyhra (243) samt Buschbergsiedlung und Regenbogensiedlung
- Röhrabrunn (117)
- Wenzersdorf (86)
- Zwentendorf (201)

Die Gemeinde besteht aus den Katastralgemeinden Eichenbrunn, Gnadendorf, Oedenkirchenwald, Pyhra, Röhrabrunn, Wenzersdorf und Zwentendorf.

### Nachbargemeinden
| Stronsdorf | Gaubitsch                                   | Fallbach           |
|            | Kompassrose, die auf Nachbargemeinden zeigt | Asparn an der Zaya |
| Ernstbrunn |                                             | Niederleis         |

## Geschichte
Die erste Nennung des Ortes erfolgte im Jahr 1113 als „Gnannendorf“. Der Ort hatte unter den Grenzkämpfen mit Ungarn und Böhmen stark zu leiden. Die Besitzer des Ortes wechselten häufig. 1543 findet sich Christoph Kuenritz als Besitzer, seine Enkel verkaufen Hagenberg samt Gnadendorf 1650 an die Brüder Leo und Sigmund Friedrich von Sinzendorf, deren Nachkommen bis 1822 nachgewiesen sind. Ihre Nachfolger waren 1828 die Reuss-Köstritz. Laut Adressbuch von Österreich waren im Jahr 1938 in der Ortsgemeinde Gnadendorf ein Arzt, ein Tierarzt, ein Bäcker, ein Binder, ein Fleischer, ein Friseur, zwei Gastwirte, zwei Gemischtwarenhändler, eine Hebamme, ein Sattler, ein Schmied, ein Schneider und zwei Schneiderinnen, zwei Schuster, zwei Tischler, zwei Wagner und einige Landwirte ansässig. Zudem gab es beim Ort eine Ziegelei. Das Hochaltarbild in der Maria Himmelfahrt wurde 1945 beim Einmarsch der Roten Armee durch einen Artillerietreffer stark beschädigt.
2000 wurde in Gnadendorf das Grab eines etwa 14- bis 18-jährigen frühungarischen Reiterkriegers entdeckt und ausgegraben. Zwei Radiokohlenstoffdatierungen datieren die Bestattung um das Jahr 1000.

### Einwohnerentwicklung
Von 1900 bis 2000 sank die Bevölkerungszahl um fast 1000 Personen, seitdem hat sie sich stabilisiert.
| Gnadendorf: Einwohnerzahlen von 1869 bis 2025       | Gnadendorf: Einwohnerzahlen von 1869 bis 2025 | Gnadendorf: Einwohnerzahlen von 1869 bis 2025 | Gnadendorf: Einwohnerzahlen von 1869 bis 2025 | Gnadendorf: Einwohnerzahlen von 1869 bis 2025 |
| --------------------------------------------------- | --------------------------------------------- | --------------------------------------------- | --------------------------------------------- | --------------------------------------------- |
| Jahr                                                |                                               |                                               |                                               | Einwohner                                     |
| 1869                                                | 1869                                          |                                               | 1.945                                         | 1.945                                         |
| 1880                                                | 1880                                          |                                               | 2.004                                         | 2.004                                         |
| 1890                                                | 1890                                          |                                               | 2.035                                         | 2.035                                         |
| 1900                                                | 1900                                          |                                               | 2.107                                         | 2.107                                         |
| 1910                                                | 1910                                          |                                               | 2.045                                         | 2.045                                         |
| 1923                                                | 1923                                          |                                               | 1.897                                         | 1.897                                         |
| 1934                                                | 1934                                          |                                               | 1.801                                         | 1.801                                         |
| 1939                                                | 1939                                          |                                               | 1.743                                         | 1.743                                         |
| 1951                                                | 1951                                          |                                               | 1.595                                         | 1.595                                         |
| 1961                                                | 1961                                          |                                               | 1.474                                         | 1.474                                         |
| 1971                                                | 1971                                          |                                               | 1.401                                         | 1.401                                         |
| 1981                                                | 1981                                          |                                               | 1.230                                         | 1.230                                         |
| 1991                                                | 1991                                          |                                               | 1.203                                         | 1.203                                         |
| 2001                                                | 2001                                          |                                               | 1.175                                         | 1.175                                         |
| 2011                                                | 2011                                          |                                               | 1.141                                         | 1.141                                         |
| 2021                                                | 2021                                          |                                               | 1.145                                         | 1.145                                         |
| 2025                                                | 2025                                          |                                               | 1.162                                         | 1.162                                         |
| Quelle(n): Statistik Austria, Gebietsstand 1.1.2021 |                                               |                                               |                                               |                                               |

## Kultur und Sehenswürdigkeiten
- Schlossruine Wenzersdorf[7][8][9]
- Katholische Pfarrkirche Eichenbrunn hl. Koloman
- Katholische Pfarrkirche Gnadendorf hl. Johannes der Täufer
- Katholische Pfarrkirche Pyhra in Gnadendorf hl. Leib Christi
- Katholische Pfarrkirche Wenzersdorf Mariä Verkündigung
- Marien-Kapelle im Bildeichenwald
- Grainkapelle zwischen Röhrabrunn und Eichenbrunn
- Kapelle Unsere liebe Frau in Röhrabrunn
- Kapelle zum guten Hirten und Kellergasse in Zwentendorf
- Forsthaus in Ödenkirchwald

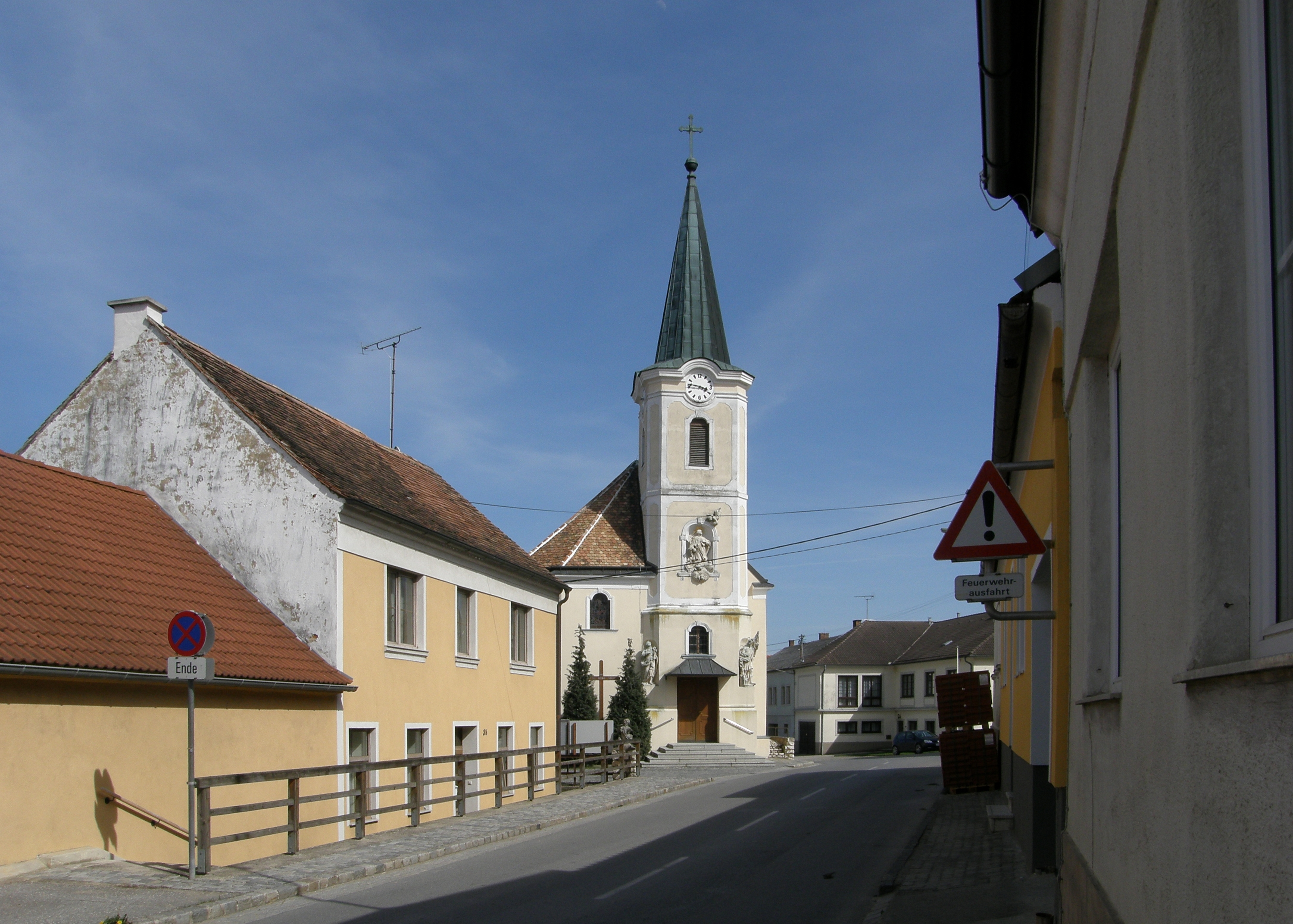
Pfarrkirche Eichenbrunn
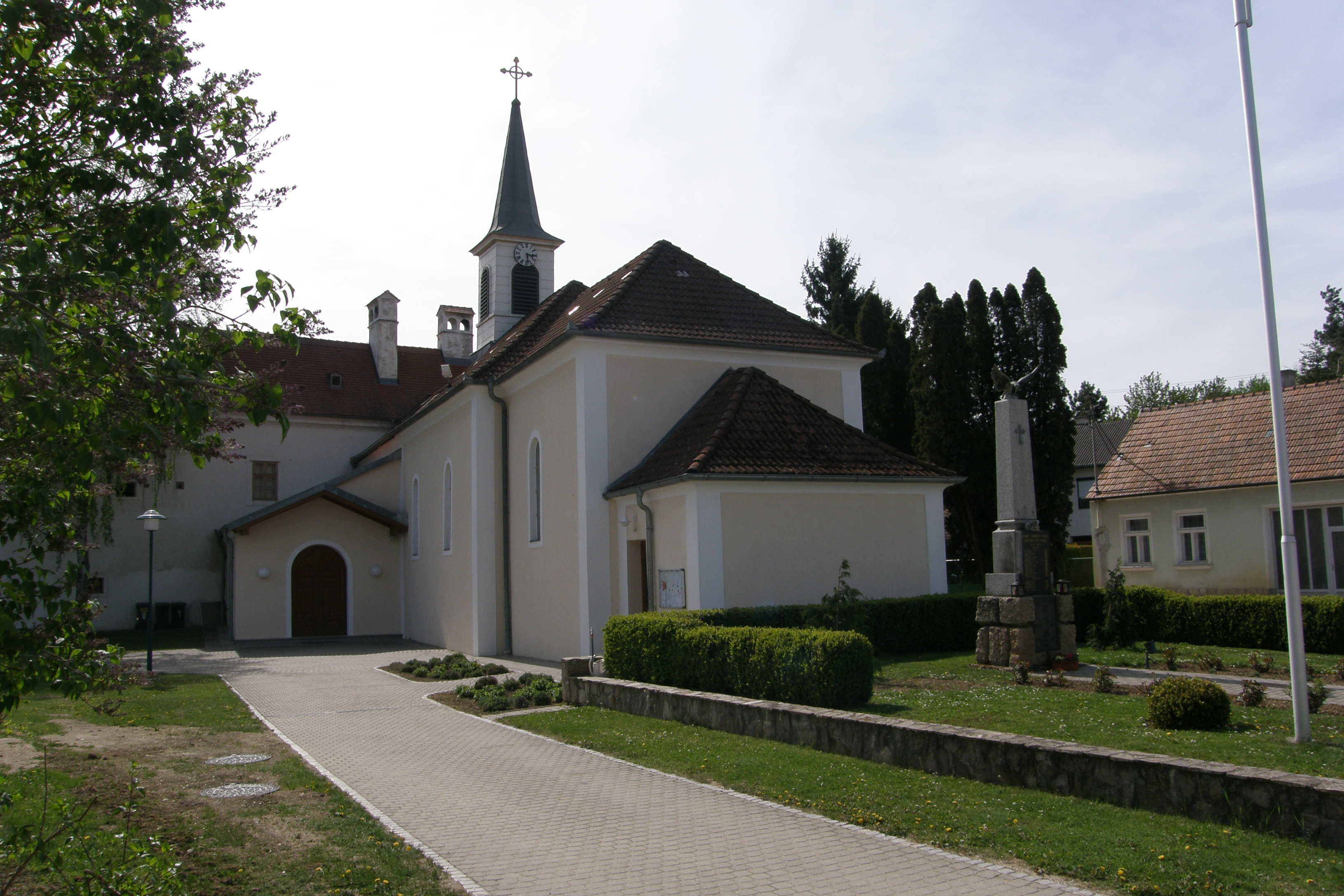
Pfarrkirche Pyhra in Gnadendorf
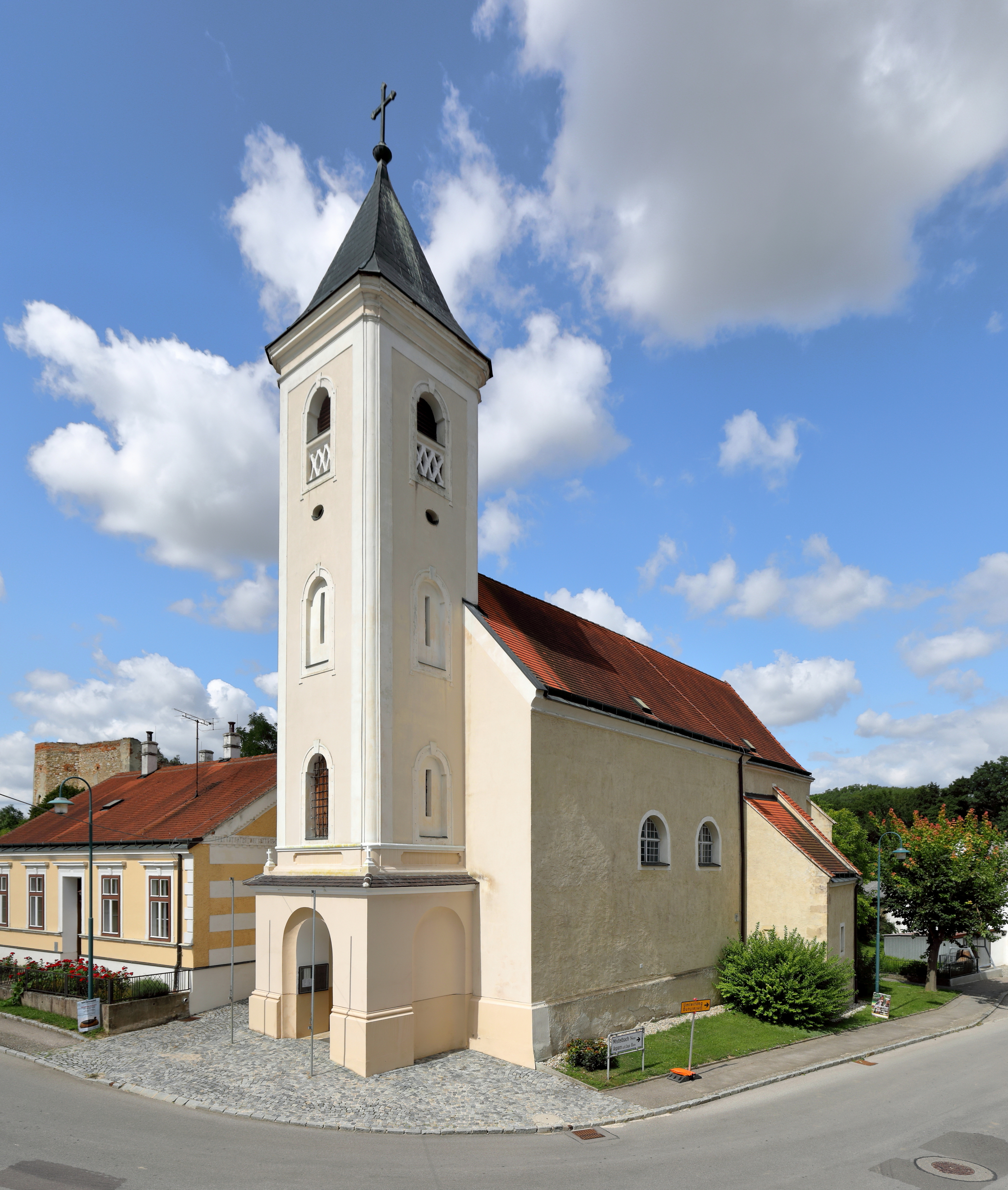
Pfarrkirche Wenzersdorf
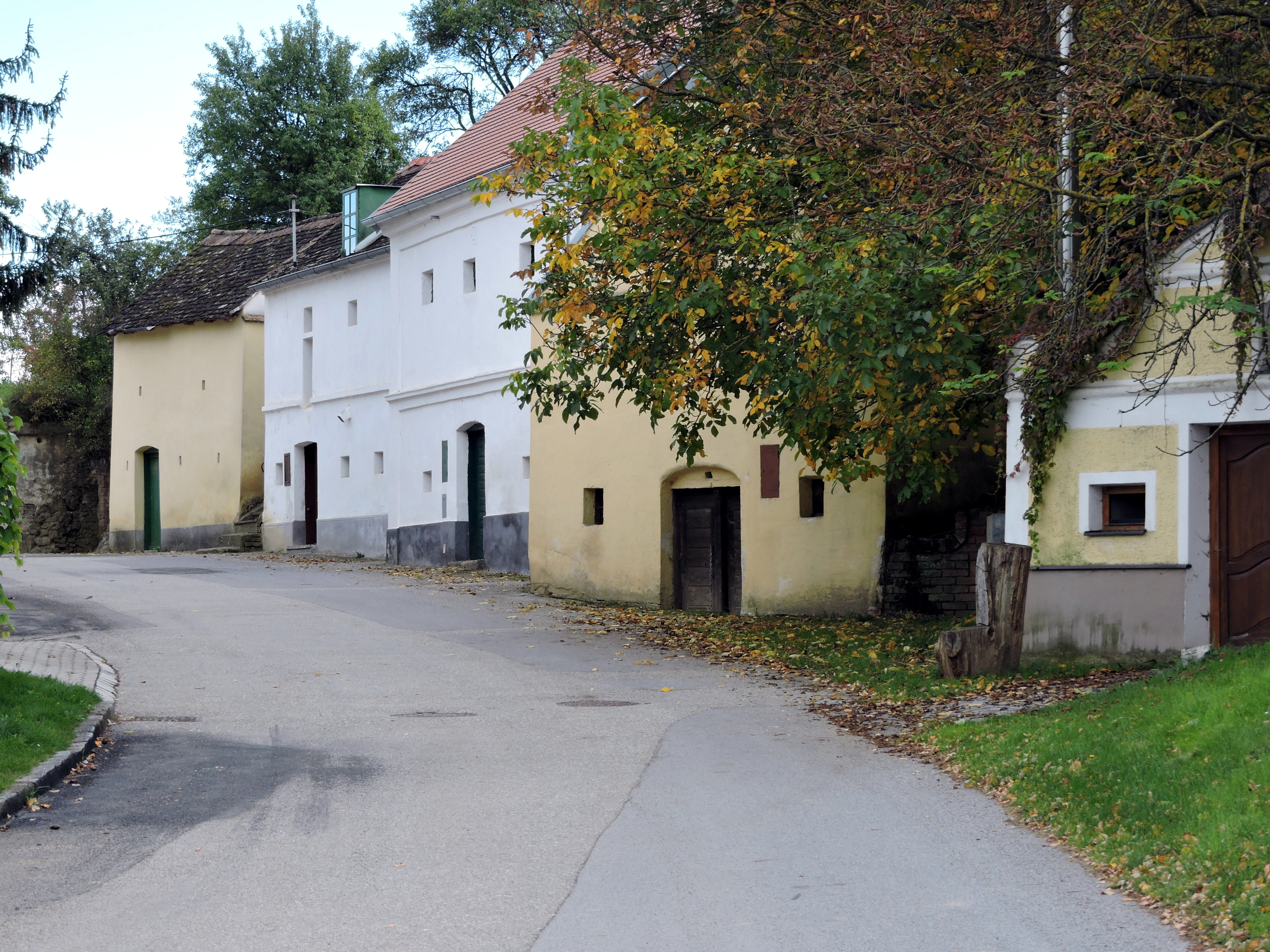
Kellergasse im Hintaus in Eichenbrunn

## Wirtschaft und Infrastruktur
Nichtlandwirtschaftliche Arbeitsstätten gab es im Jahr 2001 42, land- und forstwirtschaftliche Betriebe nach der Erhebung 1999 114. Die Zahl der Erwerbstätigen am Wohnort betrug nach der Volkszählung 2001 509. Die Erwerbsquote lag 2001 bei 44,34 Prozent.

### Öffentliche Einrichtungen
In Gnadendorf befindet sich eine Volksschule. Der Kindergarten liegt in Wenzersdorf.

## Politik

### Gemeinderat
Der Gemeinderat hat 19 Mitglieder.
- Mit den Gemeinderatswahlen in Niederösterreich 1990 hatte der Gemeinderat folgende Verteilung: 17 ÖVP und 2 SPÖ.
- Mit den Gemeinderatswahlen in Niederösterreich 1995 hatte der Gemeinderat folgende Verteilung: 17 ÖVP und 2 SPÖ.[12]
- Mit den Gemeinderatswahlen in Niederösterreich 2000 hatte der Gemeinderat folgende Verteilung: 16 ÖVP, 2 SPÖ und 1 FPÖ.[13]
- Mit den Gemeinderatswahlen in Niederösterreich 2005 hatte der Gemeinderat folgende Verteilung: 16 ÖVP und 3 SPÖ.[14]
- Mit den Gemeinderatswahlen in Niederösterreich 2010 hatte der Gemeinderat folgende Verteilung: 16 ÖVP und 3 SPÖ.[15]
- Mit den Gemeinderatswahlen in Niederösterreich 2015 hatte der Gemeinderat folgende Verteilung: 16 ÖVP und 3 SPÖ.[16]
- Mit den Gemeinderatswahlen in Niederösterreich 2020 hat der Gemeinderat folgende Verteilung: 14 ÖVP, 4 GNADE–Die Gnadendorfer Demokraten und 1 SPÖ.[17]

### Bürgermeister
- bis 2014 Franz Schmidt (ÖVP)
- seit 2014 Manfred Schulz (ÖVP)

### Wappen
Das Gemeindewappen wurde 1998 verliehen. 

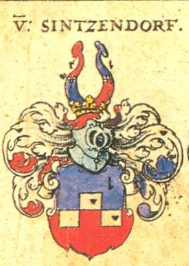
Stammwappen derer „von Sintzendorf“ (österreichisches Adelsgeschlecht), nach Siebmacher

Das Wappen der Gemeinde erinnert unter anderem an die bayerisch-österreichischen Herren von Sinzendorf mit dem Elementen ihres Stammwappens.

## Persönlichkeiten
- Karl Haupt (1876–1934), Komponist, Musiker[19]